# Ordine delle cariche del Regno d'Italia
L'ordine delle cariche del Regno d'Italia era regolato da regi decreti emanati per disciplinare le precedenze a Corte e nelle funzioni pubbliche.

## Storia
Riallacciandosi ad un'antica tradizione della Corte sabauda, Vittorio Emanuele II emanò il R.D. 19 aprile 1868, n. 4349, recante l'Ordine per le precedenze fra le varie cariche e dignità a Corte e nelle funzioni pubbliche. La legge ebbe varie integrazioni e modifiche nel corso degli anni successivi.
Per tener conto della mutata struttura dello Stato dopo l'avvento del Fascismo, Vittorio Emanuele III riordinò la materia emanando il R.D. 16 dicembre 1927, n. 2210, recante l'Ordine delle precedenze a corte e nelle funzioni pubbliche. Anche questa legge ebbe negli anni numerose modifiche e integrazioni che continuarono fino alla fine del 1944.
Con la nascita della Repubblica Italiana, a causa del profondo cambiamento nelle istituzioni nazionali, divenne necessario stabilire un nuovo ordinamento, cosa che fu fatta da Alcide De Gasperi, in qualità di Presidente del Consiglio, nel 1950.

## Ordinamento del 1868
Tutte le cariche e dignità che costituivano la struttura dello Stato monarchico nel 1868 erano divise in 14 categorie e 94 classi per circa 130 posizioni, dai Cavalieri dell'Ordine della santissima Annunziata (categoria I, classe unica) ai Decorati della medaglia d'argento al valor militare o civile (categoria XIV, classe 2ª).

Nell'elenco non erano compresi né il Re né i membri della famiglia reale.

Di seguito sono elencati i componenti delle prime quattro categorie a cui spettava il titolo di “eccellenza”. La suddivisione in categorie e classi è quella al 1913 sulla base del R.D. 4349/1868 e delle successive modifiche e integrazioni.

N.B.: Maiuscole, minuscole e abbreviazioni sono del testo originario.

### Categoria I
1ª Cavalieri dell'Ordine supremo della SS. Annunziata

### Categoria II
1ª Presidenti del Senato del Regno e della Camera dei deputati

### Categoria III
1ª Ministri segretari di Stato

2ª Ministri di Stato – Sotto segretari di Stato

3ª Generali d'armata – Ammiragli

### Categoria IV
1º Presidente del Consiglio di Stato

2ª Primi presidenti delle Corti di cassazione

3ª Procuratori generali delle Corti di cassazione

4º Presidente della Corte dei conti

5ª Tenenti generali designati pel comando di un'armata in guerra – Capo di stato maggiore dell'esercito

6ª Ministro della Real Casa – Prefetto di Palazzo – Primo aiutante di campo generale del Re

7ª Primo Segretario del Re pel Gran Magistero dell'Ordine dei SS. Maurizio e Lazzaro, cancelliere dell'Ordine della Corona d'Italia

8ª Inviati straordinari e Ministri plenipotenziari ed altri personaggi con credenziali di Ambasciatore di Sua Maestà

9ª Tenenti generali comandanti titolari di corpo d'armata – Capo di stato maggiore della Marina – Vice ammiragli comandanti in capo titolari di dipartimento marittimo – Segretario generale per gli affari della marina militare – Presidente del Consiglio superiore di marina – Comandanti in capo titolari di squadre navali – Tenente generale comandante in capo titolare dell'arma dei carabinieri reali – Tenente generale del Genio navale, Presidente del Comitato per l'esame dei progetti di navi – Ispettori generali di artiglieria, del genio e della cavalleria

10º Presidente del Tribunale supremo di guerra e marina

11º Governatore civile della Colonia Eritrea – Governatore civile della Somalia italiana

12ª Avvocato generale militare presso il tribunale supremo di guerra e marina
I cardinali precedevano i cavalieri dell'Ordine della santissima Annunziata, gli arcivescovi seguivano i funzionari della quinta categoria e i vescovi quelli della sesta.

## Ordinamento del 1927
Tutte le cariche e dignità che costituivano la struttura dello Stato monarchico nel 1927 erano divise in 13 categorie e ben 201 classi con oltre 400 posizioni, dal Capo del governo (categoria I, classe 1ª) ai Vice segretari delle carceri e riformatori e ai Medici assistenti dei manicomi giudiziari (categoria XIII, classe 13ª).

Nell'elenco non erano compresi né il Re né i membri della famiglia reale.
La suddivisione in categorie e classi, relativa alle prime quattro categorie a cui competeva il titolo di “eccellenza”, è quella nel 1944 sulla base del R.D. 2210/1927 e delle modifiche e integrazioni dei successivi provvedimenti legislativi. Fra parentesi è indicato l'inquadramento nel 1927 o al momento del primo inserimento.

N.B.: Maiuscole, minuscole e abbreviazioni sono dei testi originari.

### Categoria I
1ª Capo del Governo Primo Ministro Segretario di Stato (cat. I, cl. 1)

2ª Cavalieri dell'Ordine supremo della SS. Annunziata (cat. I, cl. 2)

### Categoria II
1º Presidente del senato del regno (cat. II, cl. 1)

2º Presidente della camera dei deputati (cat. II, cl. 2)

3ª Ministri segretari di Stato (cat. II, cl. 3) – Segretario generale del partito nazionale fascista (cat. III, cl. 7)

3ª bis Ministro della casa di sua maestà il Re Imperatore (cat. III, cl. 1)

3ª ter Capo di stato maggiore generale (cat. III, cl. 3)

4ª Sottosegretari di Stato (cat. II, cl. 4) – Alto Commissario dell'alimentazione

5ª Marescialli d'Italia – Grande ammiraglio (cat. III, cl. 2)

6º Presidente della reale accademia d'Italia (cat. II, cl. 4 bis)

7ª Ministri di Stato (cat. III, cl. 1) – Prefetto di palazzo (cat. III, cl. 1) – Primo aiutante di campo generale di S. M. il Re (cat. III, cl. 1) – Primo segretario di S. M. il Re pel gran magistero degli ordini dei SS. Maurizio e Lazzaro, cancelliere della corona d'Italia (cat. III, cl. 1)

### Categoria III
1ª Primo presidente della corte di cassazione (cat. III, cl. 4) – Presidente del consiglio di Stato (cat. III, cl. 4) – Procuratore generale della corte di cassazione (cat. III, cl. 4) – Presidente della corte dei conti (cat. III, cl. 4) – Presidente del tribunale speciale istituito con legge 25 novembre 1926, n. 2008 (cat. IV, cl. 7) – Avvocato generale dello Stato (cat. III, cl. 4) – Presidente del consiglio nazionale delle ricerche (cat. III, cl. 1) – Presidente della commissione centrale per le imposte dirette

2ª Ambasciatori di S. M. il Re (cat. III, cl. 5) – Governatori delle colonie (cat. III, cl. 5)

3ª Capo di stato maggiore dell'esercito (cat. IV, cl. 1) – Capo di stato maggiore della regia marina (cat. IV, cl. 1) – Capo di stato maggiore dell'aeronautica (cat. IV, cl. 1) – Comandante generale della M.V.S.N. (cat. III, cl. 8)

4ª Generali d'armata (cat. III, cl. 6) – Ammiragli d'armata (cat. III, cl. 6) – Generali comandanti designati d'armata (cat. III, cl. 6) – Ammiragli designati d'armata – Capo di stato maggiore della M.V.S.N. (cat. IV, cl. 1)

5º Governatore di Roma (cat. III, cl. 9)

5ª bis Governatore della Banca d'Italia (cat. V, cl. 4) – Alto Commissario per la Sicilia (cat. III, cl. 5 bis) – Alto Commissario per la Sardegna (cat. III, cl. 5 bis)

5ª ter Commissario per le migrazioni e la colonizzazione (cat. III, cl. 5 bis) – Commissario generale per le fabbricazioni di guerra (cat. III, cl. 5 bis) – Commissario generale per la pesca (cat. III, cl. 5 bis) – Segretario del comitato interministeriale di coordinamento per gli approvvigionamenti (cat. III, cl. 5 bis)

### Categoria IV
1ª Vice presidenti del senato del regno (cat. IV, cl. 2) – Vice presidenti della camera dei deputati (cat. IV, cl. 2)

2ª Vice presidenti della reale accademia d'Italia (cat. IV, cl. 2 bis)

3º Presidente del consiglio superiore della marina (cat. IV, cl. 3)

4ª Capo della polizia (cat. IV, cl. 4)

5ª Generali di corpo d'armata (cat. IV, cl. 5) – Ammiragli di squadra e gradi corrispondenti della regia marina (cat. IV, cl. 5) ) – Generali di squadra aerea (cat. IV, cl. 5) – Comandanti di zona aerea territoriale (cat. IV, cl. 5) – Prefetti in sede (cat. IV, cl. 5) – Primi presidenti di corte d'appello (cat. IV, cl. 5) – Procuratori generali di corte d'appello (cat. IV, cl. 5) – Inviati straordinari e ministri plenipotenziari di 1ª classe (cat. V, cl. 2) – Presidente del tribunale supremo militare (cat. IV, cl. 7) – Avvocato generale presso il tribunale supremo militare (cat. IV, cl. 7) – Procuratore generale presso il tribunale speciale per la difesa dello Stato (cat. IV, cl. 7) – Sottocapo di stato maggiore (cat. IV, cl. 5)

6ª Presidenti di sezione del consiglio di Stato (cat. IV, cl. 6) – Presidenti di sezione della corte di cassazione e gradi equiparati (cat. IV, cl. 6) – Presidenti di sezione della corte dei conti (cat. IV, cl. 6) – Vice avvocato generale dello Stato (cat. IV, cl. 7) – Presidenti di sezione del consiglio nazionale delle ricerche (cat. IV, cl. 6). – Presidente di sezione della commissione centrale per le imposte dirette (cat. IV, cl. 6) – Ragioniere generale dello Stato (cat. IV, cl. 6) – Direttore generale della banca d'Italia (cat. IV, cl. 6)

7ª Accademici d'Italia (cat. V, cl. 3)
I cardinali precedevano i cavalieri dell'Ordine della santissima Annunziata, gli arcivescovi, i vescovi e vicari apostolici delle colonie seguivano immediatamente le cariche della classe 4ª della V categoria.
Il gran maestro del Sovrano militare ordine di Malta prendeva posto dopo i cardinali.

## Legislazione
La definizione delle precedenze è stata oggetto di numerosi interventi normativi che vengono di seguito elencati.

R.D. 19 aprile 1868, n. 4349

Relazione a S.M. del 31 maggio 1868

Relazione a S.M. dell'11 giugno 1868

Relazione a S.M. del 22 maggio 1873

R.D. 6 febbraio 1879

R.D. 2 gennaio 1881, n. 2

R.D. 6 luglio 1884, n. 2486

R.D. 14 settembre 1888, n.5850

R.D. 7 aprile 1895, n. 112

Provvedimento del febbraio 1898

R.D. 3 febbraio 1901, n. 33

R.D. 17 febbraio 1907, n. 46

R.D. 24 maggio 1908, n. 236

R.D. 18 aprile 1909, n. 218

R.D. 9 settembre 1909, n. 651

R.D. 13 gennaio 1910, n. 17

R.D. 5 maggio 1910

R.D. 9 agosto 1910, n. 605

R.D. 15 dicembre 1910, n. 903

R.D. 29 dicembre 1910, n. 920

R.D. 14 novembre 1924, n. 1798 (G.U. 18 novembre 1924, n. 269)

R.D. 15 gennaio 1925, n. 40 (G.U. 2 febbraio 1925, n. 26)

R.D. 25 gennaio 1925, n. 41 (G.U. 2 febbraio 1925, n. 26)

R.D. 11 giugno 1925, n. 996 (G.U. 25 giugno 1925, n. 146)

R.D. 5 luglio 1925, n. 1134 (G.U. 10 luglio 1925, n. 158)

R.D. 29 aprile 1926, n. 837 (G.U. 25 maggio 1926, n. 120)

R.D. 11 novembre 1926, n. 1942 (G.U. 26 novembre 1926, n. 273)

R.D. 19 novembre 1926, n. 2117 (G.U. 22 dicembre 1926, n. 294)

R.D. 9 dicembre 1926, n. 2109 (G.U. 21 dicembre 1926, n. 293)

R.D. 16 dicembre 1927, n. 2210 (G.U. 17 dicembre 1927, n. 291)

R.D. 6 dicembre 1928, n. 2720 (G.U. 14 dicembre 1928, n. 290)

R.D. 18 gennaio 1929, n. 14 (G.U. 19 gennaio 1929, n. 16)

R.D. 10 ottobre 1929, n. 1758 (G.U. 15 ottobre 1929, n. 240)

R.D. 28 novembre 1929, n. 2029 (G.U. 2 dicembre 1929, n. 280)

R.D. 22 dicembre 1930, n. 1757 (G.U. 3 febbraio 1931, n. 27)

R.D. 18 ottobre 1934, n. 1730 (G.U. 5 novembre 1934, n. 259)

R.D. 25 gennaio 1937, n. 70 (G.U. 11 febbraio 1937, n. 34)

R.D. 4 agosto 1939, n. 1217 (G.U. 29 agosto 1939, n. 201)

R.D. 28 dicembre 1939, n. 1997 (G.U. 15 gennaio 1940, n. 11)

R.D. 1º febbraio 1940, n. 72 (G.U. 29 febbraio 1940, n. 51)

R.D. 4 marzo 1940, n. 199 (G.U. 11 aprile 1940, n. 86)

R.D. 24 maggio 1940, n. 723 (G.U. 4 luglio 1940, n. 155)

R.D. 6 luglio 1940, n. 906 (G.U. 25 luglio 1940, n. 173)

R.D. 22 maggio 1941, n. 585 (G.U. 2 luglio 1941, n. 153)

R.D. 2 gennaio 1942, n. 14 (G.U. 7 febbraio 1942, n. 31)

R.D. 9 febbraio 1942, n. 106 (G.U. 6 marzo 1942, n. 54)

R.D. 4 maggio 1942, n. 506 (G.U. 26 maggio 1942, n. 124)

D. Lgs. Lgt. 28 dicembre 1944, n. 411 (G.U. 11 gennaio 1945, n.5)

D. Lgs. Lgt. 11 dicembre 1944, n. 445 (G.U. 8 febbraio 1945, n. 17)